# Marta Pintanel
Marta Pintanel Raymundo (Zaragoza, 21 de agosto de 1999) es una deportista española especializada en duatlón y triatlón. Es subcampeona del Mundo y campeona de Europa sub-23 de duatlón.

## Trayectoria
Desde niña practicó la equitación y procediendo de familia de triatletas (su padre y su tío), con trece años empezó a entrenar también en sus tres disciplinas, comenzando por la natación.
Se inició compitiendo con el Stadium Casablanca-Almozara 2000 hasta que le fichó el club Diablillos de Rivas, con el que compite actualmente.
Combina sus entrenamientos como deportista de élite con sus estudios de medicina en la Universidad de Zaragoza, dada también su vocación profesional por la atención médica.
Entre los Premios de Deporte Federado y de Competición de la XXII Gala de Deporte Aragonés de 2019, celebrada en Teruel el 15 de marzo, recibió el Premio a Mejor Deportista Universitaria con la Universidad de Zaragoza, por su participación y trayectoria en la especialidad de Triatlón.

## Reconocimientos
- Comenzó como campeona de Aragón varias veces de duatlón, siendo elegida mejor triatleta aragonesa del año 2018.[10][11]
- Campeona de España de duatlón júnior en Avilés en 2018.[12]
- Premio a Mejor Deportista Universitaria por la Universidad de Zaragoza, en la XXII Gala de Deporte Aragonés organizada por el Departamento de Educación, Cultura y Deporte del Gobierno de Aragón de 2019.[8]
- Subcampeona del mundo sub-23 en Pontevedra en abril de 2019.[1]
- Campeona de Europa de Duatlón celebrado en Târgu Mures (Rumanía) del 30 de junio al 3 de julio de 2019.[13]
- Campeona de Europa Sub-23 de duatlón que se celebró en Punta Umbría, Huelva en 2020.[2][14]
- Tercer puesto en el XXVI Campeonato de España de campo a través, celebrado en el Parque del Cerro de los Ángeles - Getafe (Madrid) en el Cross Sub-23 Mujeres (febrero de 2021). Con una marca de 31:50, solo por detrás de Cristina Ruiz de Castilla y León, y de Andrea Romero de las Islas Baleares.[15]